# 하비 로페스 (2002년생 축구 선수)
하비에르 "하비" 로페스 카르바요(스페인어: Javier "Javi" López Carballo, 2002년 3월 25일 ~ )는 스페인의 축구 선수이다. 그의 포지션은 왼쪽 풀백으로, 현재 라리가의 알라베스에서 활약하고 있다.

## 클럽 경력
카나리아 제도, 산타크루스데테네리페도 라오로타바에서 태어난 로페스는 UD 오로타바와 CD 테네리페를 거친 후, 2017년 알라베스 유소년 팀에 입단했다. 이듬해 3월, 그는 2020년까지 재계약을 맺었다.
2018년 9월 22일, 로페스는 0-0으로 비긴 레알 소시에다드 C와의 테르세라 디비시온 홈경기에 선발 출전하며 불과 16세의 나이로 리저브 팀 소속으로 성인 무대 데뷔전을 치렀다. 이듬해 3월, 그는 2023년까지 재계약을 맺었고, 2020-21 시즌을 앞두고 1군으로 확실히 승격되었다.
2020년 6월 21일, 로페스는 6-0으로 패한 셀타 비고와의 원정 경기에서 선발 출전하며 18세의 나이로 1군과 라리가 데뷔전을 치렀다.